# Moetoetoetabriki
Moetoetoetabriki is een dorp in het ressort Boven-Saramacca in Sipaliwini, Suriname. In het dorp wonen marrons van het volk Matawai.
Dorpen in de omgeving zijn Heidoti (1,2 km), Kwattahede (1 km) en Tabrikiekondre (2,5 km). 
Bofe · Boslanti · Cabana · Heidoti · Kwattahede · Makajapingo · Mamadam · Misalibiekondre · Moetoetoetabriki · Nieuw-Jacobkondre · Oemakondre · Pakkapakka · Poesoegroenoe · Stonkoe · Villa Brazil